# 뉴 52

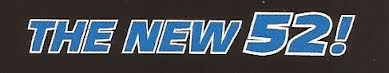

뉴 52(The New 52)는 DC 코믹스에서 2011년에 설정을 변경하고 리런치한 월간 슈퍼히어로 코믹스 전체 라인이다. "플래시포인트" 크로스오버 스토리라인이 끝나자 DC는 기존 타이틀을 모두 끝내고 2011년 9월에 52개의 새 시리즈를 선보였다. 이슈 넘버가 초기화된 시리즈 중에는 1930년대부터 계속 이슈 넘버를 유지했던 액션 코믹스와 디텍티브 코믹스도 있었다.
뉴 52부터 출판 형식도 변경되었다. 그 예로, 종이 코믹스와 디지털 코믹스가 같은 날 출시되기 시작했다. 새로운 타이틀이 출시되어 진행 중인 월간 시리즈 수는 52개로 늘어났다. 캐릭터를 보다 현대적이게 만들고 접근성을 높이기 위해 DC 내부 연속성을 수정하는 것 외에도 새로운 독자를 유입시키기 위한 여러 변경 사항이 DC 유니버스에도 나타났다. 또한 와일드 스톰과 버티고의 캐릭터들이 DC 유니버스에 흡수되었다.
뉴 52 브랜딩은 2015년 5월 "컨버젼스 " 스토리라인이 완결된 후 종료되었지만 뉴 52의 연속성은 계속되었다. 2015년 6월, 24개의 새로운 타이틀과 25개의 복귀 타이틀이 출시되었으며 그 중 일부는 새 제작 팀이 맡았다. 2016년 2월 DC는 80페이지 분량의 원샷을 공개하고 리버스 계획을 공개했다. 원샷 코믹스는 2016년 2월 25일부터 2016년 말까지 진행되었다. 스토리 아크 "둠스데이 클락" 이후 뉴 52 우주는 메타버스의 일부인 지구-52로 설정되었다.

## 같이 보기
- DC 리버스
- 플래시포인트
- 인피닛 크라이시스